# YAKTAK
YAKTAK, справжнє ім'я — Ярослав Миколайович Карпук (нар. 4 травня 2005 року, Стара Вижівка, Волинська область, Україна) — український співак в жанрі поп і хіп-хоп, автор пісень. Лауреат премії «Muzvar Awards» (2023).

## Життєпис
Ярослав Карпук народився 4 травня 2005 року в Старій Вижівці, нині Старовижівської громади Ковельського району Волинської області, у сім'ї державних службовців.
Любов до музики з дитинства плекали бабуся та дідусь. Бабуся по материнській лінії викладає у Старовижівській дитячій музичній школі, дідусь — у Старовижівському професійному ліцеї.
Закінчив гімназію в родинному селищі. Навчається в Київській муніципальній академії естрадного та циркового мистецтва (спеціальність «артист-вокаліст»).
У 2019 році Ярослав брав участь у 5-му сезоні українського телевізійного шоу «Голос. Діти» (команда Дзідзьо), потрапив у супер-фінал і посів 2-ге місце.
Від 2021 року пише власні пісні, а також музику до них.

### Проєкт YAKTAK
У лютому 2022 року в Києві запустив свій сольний проєкт YAKTAK.
Має дуетні роботи з Jerry Heil, MamaRika, SOBOL, DOVI, Kola, Golubenko, Святославом Вакарчуком. За версією вебсайту «Weekno» YAKTAK тримається кожного тижня на високих позиціях у ТОП 10.
У 2024 році Yaktak взяв участь у Національному відборі на Євробачення-2024.

## Дискографія

### Студійні альбоми
- 2024 — Під гітару

### Музичні відео
| Рік  | Назва кліпу                                           | Режисер(и)          |
| ---- | ----------------------------------------------------- | ------------------- |
| 2022 | Гуцулка Ксеня                                         | Андрій Соболевський |
| 2022 | Повістка                                              | Андрій Соболевський |
| 2022 | Стефанія                                              | Андрій Соболевський |
| 2022 | Переможе добро                                        | Андрій Соболевський |
| 2022 | Біля тополі                                           | Андрій Соболевський |
| 2022 | Пробач                                                | Андрій Соболевський |
| 2022 | Рідна мати                                            | Андрій Соболевський |
| 2022 | YAKTAK & JERRY HEIL — В пустій кімнаті                | Gosha Kosmo         |
| 2022 | Батьку                                                | Андрій Соболевський |
| 2022 | Наречена                                              | Андрій Соболевський |
| 2022 | Вродлива                                              | Андрій Соболевський |
| 2022 | YAKTAK feat SOBOL — Погляд                            | Андрій Соболевський |
| 2022 | Не мовчи                                              | Володимир Серветник |
| 2022 | В кожній родині                                       | Володимир Серветник |
| 2022 | YAKTAK feat DOVI — Чекає вдома                        | Леонід Левценюк     |
| 2023 | Не забувай                                            | Володимир Серветник |
| 2023 | Коли болить душа                                      | Віктор Волос        |
| 2023 | YAKTAK — Стріляй                                      | Віктор Волос        |
| 2023 | YAKTAK feat KOLA — Порічка                            | Андрій Соболевський |
| 2023 | YAKTAK & DOVI — Перекотиполе                          | Марія Доріченко     |
| 2023 | Силует                                                | Віктор Волос        |
| 2023 | Вставай                                               | PUNCHBOX            |
| 2023 | Уночі                                                 | PUNCHBOX            |
| 2023 | Ніколи не забудем                                     | PUNCHBOX            |
| 2023 | Поруч                                                 | PUNCHBOX            |
| 2023 | Танцюєш сама (feat Golubenko)                         | PUNCHBOX            |
| 2023 | Батькам                                               | PUNCHBOX            |
| 2024 | LALALA                                                | PUNCHBOX            |
| 2024 | Нижча зростом                                         | PUNCHBOX            |
| 2024 | 10 поверхів                                           | PUNCHBOX            |
| 2024 | Небо (спільно із «СКАYА»)                             | PUNCHBOX            |
| 2024 | Ми йдемо                                              | PUNCHBOX            |
| 2024 | Лілії                                                 | PUNCHBOX            |
| 2024 | Ендорфін                                              | PUNCHBOX            |
| 2024 | На нічному небі (спільно із «Святославом Вакарчуком») | PUNCHBOX            |

## Відзнаки
- І місце на відкритому фестивалі-конкурсі «Україна-мій дім», номінація «Вокал» (2016)[джерело?];
- гран-прі обласного конкурсу української патріотичної пісні «Срібні дзвіночки» (2016)[10];
- І місце на обласному фестивалі-конкурсі творчості дітей села «Золоте зернятко», номінація «Естрадний спів» (2016)[джерело?];
- І місце на конкурсі «Світ моїх захоплень», Артек «Буковель», номінація «Вокалісти» (2016)[джерело?];
- І премія Всеукраїнського фестивалю-конкурсу «Золотий перетин Львова» (2016)[10];
- учасник телешоу «Україна має талант» (2017)[11];
- І місце, на Всеукраїнському відкритому фестивалі-конкурсі пісні і танцю національних меншин «Україна-мій дім», номінація «Вокал» (2017)[12];
- І місце на Міжнародному дитячому музичному конкурсі «Фестиваль дитячої та молодіжної творчості Перлина Fest», номінація «Пісенний конкурс» (2017)[10];
- представник України на міжнародному джазовому фестивалі в Баку (2017)[джерело?];
- учасник міжнародного фестивалю юних виконавців «Молода Галичина-2018»[13];
- Гран-прі Всеукраїнського відкритого фестивалю-конкурсу пісні і танцю національних меншин «Україна-мій дім», номінація «Вокал» (2018, 2019)[джерело?];
- Гран-прі Всеукраїнського дитячого фестивалю популярної пісні «Різдвяні дзвіночки» (2018)[14];
- І місце на Всеукраїнському дитячо-юнацькому фестивалі-конкурсі юних вокалістів «Пісня над Бугом», номінація «Естрадна пісня» (2018)[15];
- учасник зустрічі з Президентом України, який відбувся в Маріїнському палаці серед обдарованих дітей з різних регіонів України (2018)[16]
- І місце на конкурсі «Дивосвіт дитячих талантів», номінація «Солісти-вокалісти» (2019) [джерело?]
- суперфіналіст телевізійного проекту «Голос. Діти» (2019)[17][18][19][20];
- переможець в номінації «Юна гордість року» у премії «Люди року– 2019. Волинь» (Луцьк, 2019)[21];
- ТОП кращих виконавців дитячого «Голосу» (2019)[22];
- І місце на Міжнародному пісенному фестивалі «2220 International Music Festival» (2020)[23][24];
- World Championships of Performing Arts, І та ІІ місця, Лос Анджелес (2020)[25];
- «Star Holiday Fest», м. Київ, Гран-прі (2021)[26];
- гран-прі фестивалю «Чорноморські ігри» (2021, Скадовськ)[27];
- І премія на Міжнародному пісенному фестивалі «Fens», Словенія (2021)[джерело?];
- Володар Президентської стипендії для молодих митців у сфері музичного мистецтва (2021)[28].

## Визнання
| Нагороди та номінації YAKTAK | Нагороди та номінації YAKTAK   | Нагороди та номінації YAKTAK |
| Рік                          | Категорія                      | Результат                    |
| ---------------------------- | ------------------------------ | ---------------------------- |
| Muzvar Awards                |                                |                              |
| 2023                         | Найкращі нові імена поп-музики | Перемога                     |
| Megogo Music Awards          |                                |                              |
| 2023                         | Нова хвиля поп-музики          | Перемога                     |
| Culture Music Awards         |                                |                              |
| 2023                         | Хіт року                       | Перемога                     |